# Gewande
Gewande est un village situé dans la commune néerlandaise de Bois-le-Duc, dans la province du Brabant-Septentrional.
Gewande est un village-rue, situé sur la digue de la rive gauche de la Meuse, au nord-est de Bois-le-Duc. Jusqu'en 1971, le village faisait partie de la commune d'Empel en Meerwijk